# Гринберг, Татьяна Валентиновна
Татьяна Валентиновна Гринберг (род. 1 мая 1950, Баку) — советская и российская художница, автор литературных трудов.

## Биография
Гринберг Т. В. родилась в Баку в 1950, некоторое время жила в Москве и Ахтубинске. В дальнейшем переселилась в Новосибирск. В молодости посещала изостудию Чернобровцева А. С. Работы Гринберг Т. В. находятся в музеях России и в частных коллекциях в России и за рубежом.
Вот что о её творчестве пишет искусствовед Епишин А. С. «В своём творчестве Татьяна с первых шагов неожиданно проявила себя как страстный, даже дерзкий художник. Дерзкий глубиной и остротой пластического замысла, формы и колорита. Полотна Татьяны неизменно привлекают внимание зрителя силой эмоционального воздействия, экспрессивной композицией, насыщенными цветовыми контрастами».